# Park Place (Berkshire)

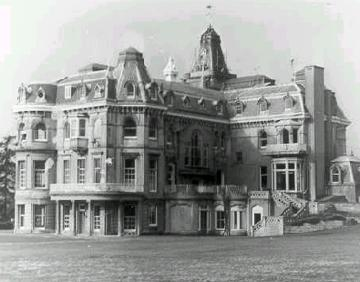
Park Place in Berkshire

Park Place ist ein Landhaus mit Garten in der Gemeinde Remenham auf einem großen Anwesen oberhalb der Themse bei Henley-on-Thames in der englischen Grafschaft Berkshire. English Heritage hat es als historisches Bauwerk II. Grades gelistet.

## Geschichte
Lord Archibald Hamilton kaufte das Grundstück 1719 von Mrs Elizabeth Baker und ließ eine neue Villa darauf errichten. Frederick, Prince of Wales, der Vater von König Georg III., kaufte das Haus 1738 von Lord Archibald.

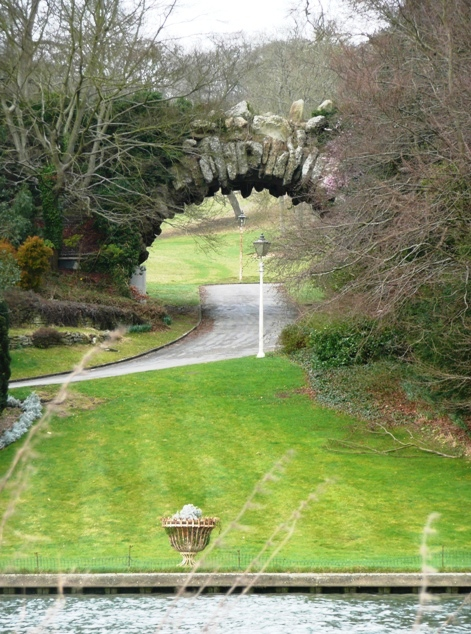
Conway’s Bridge

Nachdem Frederick, Prince of Wales, 1751 gestorben war, kaufte Henry Seymour Conway das Anwesen und ließ wesentliche Änderungen dort durchführen. Humphrey Gainsborough, der Bruder des Malers Thomas Gainsborough, entwarf Conway's Bridge, die 1763 auf dem Anwesen errichtet wurde. Dabei handelt es sich um eine interessante, roh gearbeitete Steinbogenbrücke in der Nähe der Themse, über die heute noch der Verkehr zwischen Wargrave und Henley-on-Thames fließt.
Henry Hawkins Tremayne besuchte Park Place 1785, als er verschiedene Gärten in Südengland besichtigte. Er war von dem Garten begeistert; besonders beeindruckten ihn die unterirdischen Passagen, die Menagerie, die Tempel und die Steinbogenbrücke. Hieraus zog er Inspirationen für die Gestaltung seines eigenen Gartens, der heute „The Lost Gardens of Heligan“ genannt wird.
1797, nach dem Tod von Conway, kaufte James Harris, 1. Earl of Malmesbury, das Anwesen. 1816 ließ dieser das Anwesen (Landhaus & Park) versteigern und Henry Piper Sperling kaufte es. 1824 tauschte es Sperling gegen Norbury Park in Surrey seines Vetters Ebenezer Fuller Maitland aus Shinfield Park in Berkshire ein. Der neue Besitzer von Park Place ließ „The Obelisk“ zum Gedenken an Königin Victorias Thronbesteigung aufstellen. Dieses Denkmal, auch „Victoria Memorial“ genannt, war ursprünglich die Turmspitze der St Bride's Church in der Fleet Street in London, die Christopher Wren entworfen hatte.
Ebenezer Fuller Maitland starb 1858 und Königin Victoria besuchte das Anwesen in der Absicht, es für den Prince of Wales zu kaufen, was sie aber dann nicht tat. Maitlands Witwe blieb bis zu ihrem Tod 1865 in dem Haus, dann fiel es an den Sohn der beiden, William Fuller Maitland. Er versuchte 1866, das Haus versteigern zu lassen, tatsächlich verkauft wurde es aber erst 1867. Der Käufer war Charles Easton aus Whiteknights, ein Spekulant, der das damals 320 Hektar große Anwesen aufspalten wollte.
1869 kaufte John Noble das Anwesen. Seiner Familie gehörte es in der Folge bis 1947. Dann ließ Wilson Noble, John Nobles Sohn, es in verschiedenen Lots versteigern. Das Landhaus ging das Middlesex County Council und 1965 ging das Eigentum an das Hillingdon London Borough Council über. Das Haus diente bis 1998 als Internat für Kinder zwischen 11 und 16 Jahren mit gesundheitlichen oder seelischen Problemen und wurde dann an Privatleute verkauft.
Ein Konsortium kaufte Park Place und wollte es in einen Country Club umbauen, scheiterte aber an der Genehmigung des Wokingham Borough Council. Nachdem es im Juni 2007 für Außenaufnahmen für den Film Die Girls von St. Trinian gedient hatte, wurde es für £ 42 Mio. an Mike Spink, einen Immobilienhändler, der sich auf Luxusanwesen spezialisiert hat, verkauft, was das Geschäft zum teuersten Hausverkauf außerhalb Londons machte.
Spink investierte über £ 100 Mio. in die Restaurierung des Gartens und des Haupthauses. 2011 verkaufte er Park Place an Andrei Borodin für £ 140 Mio., was diese Transaktion zum teuersten Hausverkauf im gesamten Vereinigten Königreich machte. Verkauft wurden das Haupthaus, drei weitere große Häuser, zehn Pachtbauernhöfe, weitere acht Bauernhöfe, die der Restaurierung bedurften, ein Bootshaus mit Giebeln, Stallungen, ein landwirtschaftlicher Hof, verschiedene verfallene landwirtschaftliche Nebengebäude und zwei Golfplätze. Spink behielt ein Grundstück von 120 Hektar für die weitere Verwertung.
2013 erhielt Borodin im Vereinigten Königreich politisches Asyl. 2016 ließ das Gericht von Moskaus Tverskoy-Distrikt die Beschlagnahme des Anwesens an, angeblich, für die Hunderte von Millionen Pfund, die Borodin nach Angabe des Gerichtes von der Bank, die er betrieb, gestohlen hatte. Borodin häufte Milliarden Pfund als Geschäftsführer der Bank of Moscow an. Er war 2011 aus Russland geflohen, nachdem er wegen massiven Betrugs angeklagt worden war, gab aber an, dass er aus politischen Gründen und wegen der Unterstützung von Dissidenten gegen den früheren Präsidenten Dmitri Medwedew verfolgt worden sei. Experten glauben, dass es unwahrscheinlich ist, dass Park Place letztendlich dem russischen Gerichtssystem überantwortet werde.